# ESC Portugal
ESC Portugal é um fã site e um blogue centrado no Festival Eurovisão da Canção, foi lançado em 2004, algo inédito no panorama online português.
Desde a sua fundação, tem estado presente na cobertura das edições do Festival Eurovisão da Canção, assim como a sua presença online e na televisão, através da ESC Portugal TV, onde, durante o período eurovisivo, transmite as finais nacionais de cada país.